# Eunidia wittei
Eunidia wittei är en skalbaggsart som beskrevs av Stefan von Breuning 1940. Eunidia wittei ingår i släktet Eunidia och familjen långhorningar.
Artens utbredningsområde är Rwanda. Inga underarter finns listade i Catalogue of Life.